# 团结山站
团结山站，位于湖南省娄底市新化县琅塘镇团结山村，是沪昆铁路上一座已经关闭的铁路车站，由广铁集团管辖，原为四等站。
该站现已关闭，站台、到发线均已拆除。

## 历史
团结山站始建于1972年，站内设正线2条、站台2座、到发线2条。
2008年11月起，车站不再办理货运业务；唯一停站的客运列车亦在不久后取消停靠，引发当地村民不满。2016年1月，车站正式撤销。

## 事件
团结山站自2008年起陆续关停客运、货运，引发当地村民不满，并多次上访请愿，要求恢复营业。2015年7月，部分村民听闻火车站将被撤销后情绪激动，当地政府尝试向上级及广铁方面争取暂缓撤站但未果。9月11日上午7时，团结山村村委会主任戴某在得知车站将撤站并拆除铁轨后，召集村民前往车站。有人阻止装卸枕木的铁路机车施工，亦有人在轨道上阻拦火车，造成由深圳开往怀化的K9061次客车在该站附近临时停车51分钟。车站最终于2016年完成撤站工作，戴某亦因犯聚众扰乱交通秩序罪，获判有期徒刑一年。